# Tennis in Slovenië
Dit is een overzicht van de beste tennissers en tennissters van Slovenië, alle enkelspeltitels van Sloveense tennissers en tennissters en alle tennistoernooien in Slovenië.

## Mannen

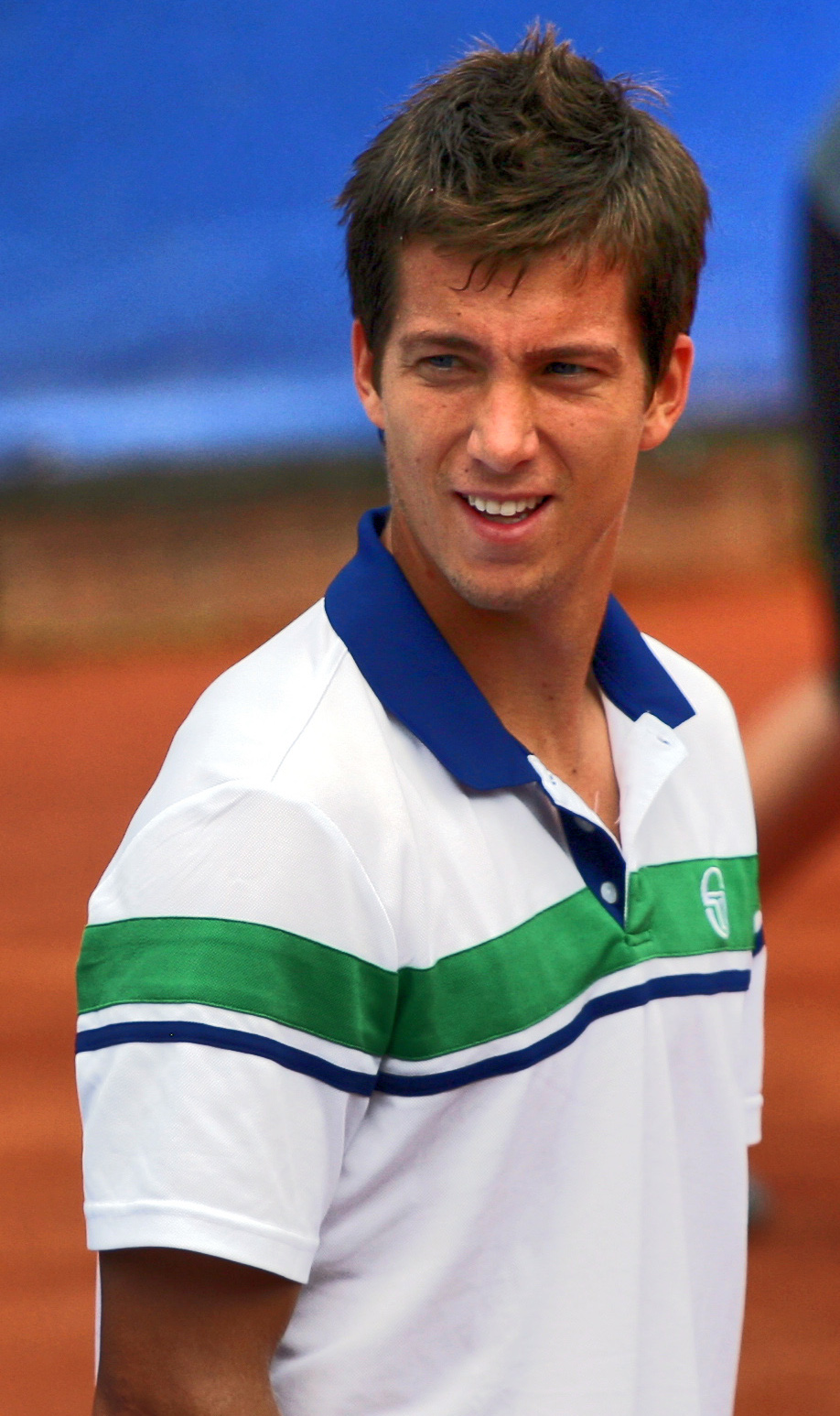
Aljaž Bedene (43e) de hoogst gerankte Sloveense tennisser uit de geschiedenis.

### "Top 150" spelers enkelspel

#### Vanafopen tijdperk
| Nr. | Speler       | Hoogste positie | Datum hoogste positie | W-V    | Titels | Finales |
| --- | ------------ | --------------- | --------------------- | ------ | ------ | ------- |
| 1.  | Aljaž Bedene | 43              | 2018-02-19            | 98-114 | 0      | 3       |
| 1.  | Grega Žemlja | 43              | 2013-07-15            | 49-52  | 0      | 1       |
| 3.  | Blaž Kavčič  | 68              | 2012-08-06            | 57-88  | 0      | 0       |
| 4.  | Blaž Rola    | 78              | 2015-01-05            | 15-19  | 0      | 0       |

Bijgewerkt t/m 05-05-2019

### Finaleplaatsen
| Legenda                       | Legenda               |
| ----------------------------- | --------------------- |
| Grand Slam                    |                       |
| Olympische Spelen             |                       |
| tot 2009                      | vanaf 2009            |
| Tennis Masters Cup            | ATP Finals            |
| ATP Masters Series            | ATP Tour Masters 1000 |
| ATP International Series Gold | ATP Tour 500          |
| ATP International Series      | ATP Tour 250          |

#### Enkelspel (open tijdperk)
| Nr.              | Datum            | Toernooi         | Ondergrond    | Winnaar               | Tegenstander in finale | Score    | Details |
| ---------------- | ---------------- | ---------------- | ------------- | --------------------- | ---------------------- | -------- | ------- |
| Gewonnen finales |                  |                  |               |                       |                        |          |         |
| Geen             |                  |                  |               |                       |                        |          |         |
| Verloren finales |                  |                  |               |                       |                        |          |         |
| 1.               | 21 oktober 2012  | ATP Wenen        | Hardcourt (i) | Juan Martín del Potro | Grega Žemlja (1)       | 7-5, 6-3 | Details |
| 2.               | 11 januari 2015  | ATP Chennai      | Hardcourt     | Stanislas Wawrinka    | Aljaž Bedene (1)       | 6-3, 6-4 | Details |
| 3.               | 30 april 2017    | ATP Boedapest    | Gravel        | Lucas Pouille         | Aljaž Bedene (2)       | 6-3, 6-1 | Details |
| 4.               | 18 februari 2018 | ATP Buenos Aires | Gravel        | Dominic Thiem         | Aljaž Bedene (3)       | 6-2, 6-4 | Details |

Bijgewerkt t/m 13-05-2019

### Toernooien
| Naam                                      | Plaats                                    | Categorie      | Ondergrond        | Periode                                | Locatie                                    | Jaargangen                            |
| ----------------------------------------- | ----------------------------------------- | -------------- | ----------------- | -------------------------------------- | ------------------------------------------ | ------------------------------------- |
| Huidige toernooien                        |                                           |                |                   |                                        |                                            |                                       |
| Tilia Slovenia Open                       | Portorož                                  | ATP Challenger | Hardcourt, buiten | Juli (2013-2014) Augustus (2015-heden) | Sports-Recreational center Marina Portorož | vanaf 2013                            |
| Voormalige toernooien                     |                                           |                |                   |                                        |                                            |                                       |
| BMW Ljubljana Open Renault Slovenian Open | Ljubljana (2000-2011) Domžale (1990-1999) | ATP Challenger | Gravel, buiten    | September Mei                          | TEN-TEN Domžale                            | 2007 - 2011, 2002 - 2005, 1990 - 2000 |

## Vrouwen

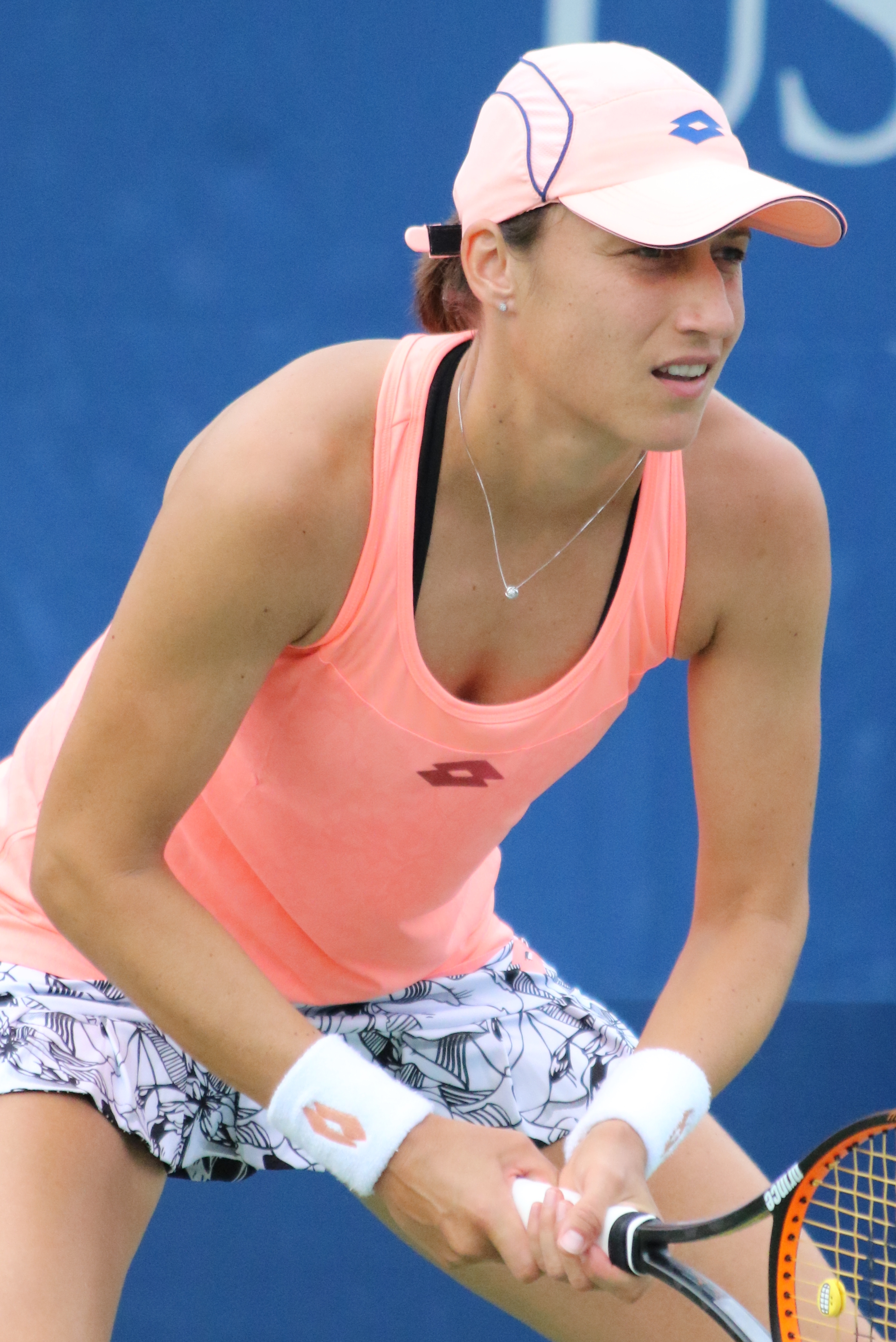
Katarina Srebotnik (20e) de hoogst gerankte Sloveense tennisster uit de geschiedenis.

### "Top 150" speelsters enkelspel (vanafopen tijdperk)
| Nr. | Speelster          | Hoogste positie | Datum hoogste positie | W-V     | Titels | Finales |
| --- | ------------------ | --------------- | --------------------- | ------- | ------ | ------- |
| 1.  | Katarina Srebotnik | 20              | 2006-08-07            | 377-281 | 4      | 6       |
| 2.  | Tina Pisnik        | 29              | 2004-01-12            | 185-172 | 1      | 0       |
| 3.  | Polona Hercog      | 35              | 2011-09-12            | 389-258 | 3      | 4       |
| 4.  | Maja Matevžič      | 38              | 2003-08-25            | 199-149 | 1      | 0       |
| 5.  | Tamara Zidanšek    | 63              | 2019-02-04            | 203-70  | 0      | 0       |
| 6.  | Dalila Jakupović   | 69              | 2018-11-05            | 319-285 | 0      | 1       |
| 7.  | Maša Zec Peškirič  | 93              | 2009-06-15            | 319-261 | 0      | 0       |
| 8.  | Tina Križan        | 95              | 2008-07-14            | 217-231 | 0      | 0       |
| 9.  | Andreja Klepač     | 99              | 1995-01-16            | 211-210 | 0      | 1       |
| 10. | Tadeja Majerič     | 111             | 2013-11-25            | 298-227 | 0      | 0       |
| 11. | Barbara Mulej      | 111             | 1994-06-13            | 172-80  | 0      | 0       |
| 12. | Kaja Juvan         | 123             | 2019-05-06            | 99-28   | 0      | 0       |

Bijgewerkt t/m 13-05-2019

### Finaleplaatsen
| Legenda                | Legenda                  |
| ---------------------- | ------------------------ |
| Grandslamtoernooi      |                          |
| Olympische Spelen      |                          |
| Year-End Championships |                          |
| tot 2009               | 2009 – 2020 / vanaf 2021 |
| Tier I                 | Premier Mandatory        |
| Tier II                | Premier Five / WTA 1000  |
| Tier III               | Premier / WTA 500        |
| Tier IV & V            | International / WTA 250  |
|                        | Challenger / WTA 125     |

#### Enkelspel (open tijdperk)
| Nr.              | Datum             | Toernooi        | Ondergrond    | Winnaar                 | Tegenstander in finale | Score         | Details |
| ---------------- | ----------------- | --------------- | ------------- | ----------------------- | ---------------------- | ------------- | ------- |
| Gewonnen finales |                   |                 |               |                         |                        |               |         |
| 1.               | 11 april 1999     | WTA Lissabon    | Gravel        | Katarina Srebotnik (1)  | Rita Kuti Kis          | 6-3, 6-1      | Details |
| 2.               | 7 mei 2000        | WTA Bol         | Gravel        | Tina Pisnik (1)         | Amélie Mauresmo        | 7-64, 7-62    | Details |
| 3.               | 2 maart 2002      | WTA Acapulco    | Gravel        | Katarina Srebotnik (2)  | Paola Suárez           | 6-7, 6-4, 6-2 | Details |
| 4.               | 20 oktober 2002   | WTA Bratislava  | Hardcourt (i) | Maja Matevžič (1)       | Iveta Benešová         | 6-0, 6-1      | Details |
| 5.               | 8 januari 2005    | WTA Auckland    | Hardcourt     | Katarina Srebotnik (3)  | Shinobu Asagoe         | 5-7, 7-5, 6-4 | Details |
| 6.               | 14 augustus 2005  | WTA Stockholm   | Hardcourt     | Katarina Srebotnik (4)  | Anastasia Myskina      | 7-5, 6-2      | Details |
| 7.               | 9 juli 2011       | WTA Båstad      | Gravel        | Polona Hercog (1)       | Johanna Larsson        | 6-4, 7-5      | Details |
| 8.               | 22 juli 2012      | WTA Båstad      | Gravel        | Polona Hercog (2)       | Mathilde Johansson     | 0-6, 6-4, 7-5 | Details |
| 9.               | 14 april 2019     | WTA Lugano      | Gravel        | Polona Hercog (3)       | Iga Świątek            | 6-3, 3-6, 6-3 | Details |
| Verloren finales |                   |                 |               |                         |                        |               |         |
| 1.               | 24 februari 2002  | WTA Bogota      | Gravel        | Fabiola Zuluaga         | Katarina Srebotnik (1) | 6-1, 6-4      | Details |
| 2.               | 13 juli 2003      | WTA Palermo     | Gravel        | Dinara Safina           | Katarina Srebotnik (2) | 6-3, 6-4      | Details |
| 3.               | 25 september 2005 | WTA Portorož    | Hardcourt     | Klára Koukalová         | Katarina Srebotnik (3) | 6-2, 4-6, 6-3 | Details |
| 4.               | 23 juli 2006      | WTA Cincinnati  | Hardcourt     | Vera Zvonarjova         | Katarina Srebotnik (4) | 6-2, 6-4      | Details |
| 5.               | 23 september 2007 | WTA Portorož    | Hardcourt     | Tatiana Golovin         | Katarina Srebotnik (5) | 2-6, 6-4, 6-4 | Details |
| 6.               | 24 mei 2008       | WTA Straatsburg | Gravel        | Anabel Medina Garrigues | Katarina Srebotnik (6) | 4-6, 7-6, 6-0 | Details |
| 7.               | 13 juli 2008      | WTA Boedapest   | Gravel        | Alizé Cornet            | Andreja Klepač (1)     | 7-6, 6-3      | Details |
| 8.               | 8 februari 2010   | WTA Acapulco    | Gravel        | Venus Williams          | Polona Hercog (1)      | 2-6, 6-2, 6-3 | Details |
| 9.               | 17 juli 2011      | WTA Palermo     | Gravel        | Anabel Medina Garrigues | Polona Hercog (2)      | 6-3, 6-2      | Details |
| 10.              | 5 juni 2016       | WTA Bol         | Gravel        | Mandy Minella           | Polona Hercog (3)      | 6-2, 6-3      | Details |
| 11.              | 26 november 2017  | WTA Mumbai      | Hardcourt     | Aryna Sabalenka         | Dalila Jakupović (1)   | 6-2, 6-3      | Details |
| 12.              | 29 april 2018     | WTA Istanbul    | Gravel        | Pauline Parmentier      | Polona Hercog (4)      | 6-4, 3-6, 6-3 | Details |

Bijgewerkt t/m 13-05-2019

### Toernooien
| Naam                       | Plaats   | Categorie                                     | Ondergrond        | Periode | Locatie | Jaargangen |
| -------------------------- | -------- | --------------------------------------------- | ----------------- | ------- | ------- | ---------- |
| Huidige toernooien         |          |                                               |                   |         |         |            |
| Geen                       |          |                                               |                   |         |         |            |
| Voormalige toernooien      |          |                                               |                   |         |         |            |
| Banka Koper Slovenia Openn | Portorož | Tier IV (2005–2008) International (2009–2010) | Hardcourt, buiten | Juli    |         | 2005-2010  |

## Tennisspelers van Sloveense afkomst
| Naam          | Hoogste positie | Datum hoogste positie | W-V     | Titels | Finales | Uitkomend voor | Geboren in  | Afkomst vader | Afkomst moeder |
| ------------- | --------------- | --------------------- | ------- | ------ | ------- | -------------- | ----------- | ------------- | -------------- |
| Mima Jaušovec | 6               | 1982-03-22            | 351-248 | 5      | 9       | Joegoslavië    | Joegoslavië | Joegoslavië   | Joegoslavië    |

Bijgewerkt t/m 13-05-2019